# Orthotrichum sprucei
Orthotrichum sprucei är en bladmossart som beskrevs av Montagne in Spruce 1845. Orthotrichum sprucei ingår i släktet hättemossor, och familjen Orthotrichaceae. Inga underarter finns listade i Catalogue of Life.